# Азербайджан на летних Олимпийских играх 2004
|             | Золото | Серебро | Бронза | Всего |
| ----------- | ------ | ------- | ------ | ----- |
| Азербайджан | 1      | 0       | 4      | 5     |

Сборная Азербайджана была представлена на летних Олимпийских играх 2004 в Афинах Национальным Олимпийским Комитетом Азербайджана. Страну представляли 38 спортсменов в 10 видах спорта. В неофициальном общекомандном зачёте сборная Азербайджана заняла 50 место, опередив такие страны, как Бельгия, Израиль, Латвия, Португалия, Эстония, Армения, Словения, Финляндия, Ирландия и др. По количеству завоёванных медалей Азербайджан занял 37 место.

## Медалисты
| Золото |                |                                |
| #      | Спортсмен      | Вид спорта (дисциплина)        |
| 1      | Фарид Мансуров | Греко-римская борьба, до 66 кг |

| Бронза |                        |                         |
| #      | Спортсмены             | Вид спорта (дисциплина) |
| 1      | Фуад Асланов           | Бокс, до 51 кг          |
| 2      | Агаси Мамедов          | Бокс, до 54 кг          |
| 3      | Ирада Ашумова          | Стрельба                |
| 4      | Земфира Мефтахетдинова | Стрельба                |

## Состав Азербайджанской олимпийской команды

### Бокс
Спортсменов — 9
- До 54 кг. Агаси Мамедов Итог —  бронзовая медаль.
- До 51 кг. Фуад Асланов Итог —  бронзовая медаль.
- Ровшан Гусейнов
- Руслан Хаиров
- Вугар Алекперов
- Джейхун Абиев
- Джавид Тагиев
- Али Исмаилов
- Шахин Имранов

### Борьба
Спортсменов — 7
Вольная борьба среди мужчин
| Спортсмен       | Соревнование | Групповой раунд              | Групповой раунд              | Четвертьфинал        | Полуфинал            | Финал                | Место |
| Спортсмен       | Соревнование | Матч 1                       | Матч 2                       | Четвертьфинал        | Полуфинал            | Финал                | Место |
| Спортсмен       | Соревнование | Соперник Результат           | Соперник Результат           | Соперник Результат   | Соперник Результат   | Соперник Результат   | Место |
| --------------- | ------------ | ---------------------------- | ---------------------------- | -------------------- | -------------------- | -------------------- | ----- |
| Намик Абдуллаев | до 55 кг     | Тикара Танабэ (JPN) пор. 2:5 | Йогешвар Дутт (IND) поб. 6:2 | Завершил выступление | Завершил выступление | Завершил выступление | 14    |
| Эльман Аскеров  | до 66 кг     |                              |                              |                      |                      |                      |       |
| Эльнур Асланов  | до 74 кг     |                              |                              |                      |                      |                      |       |
| Рустам Агаев    | до 96 кг     |                              |                              |                      |                      |                      |       |

Греко-Римская
- Фарид Мансуров Итог —  золотая медаль.
- Виталий Борисов
- Вугар Асланов

### Водные виды спорта

#### Плавание
Спортсменов — 2
среди мужчин
- Сергей Дьячков

среди женщин
- Наталья Филина

### Гимнастика

#### Художественная гимнастика
Спортсменов — 1
- Индивидуально. Анна Гурбанова

### Дзюдо
Спортсменов — 3
среди мужчин
- Мехман Азизов
- Мовлюд Миралиев
- Эльчин Исмайлов

### Лёгкая атлетика
Спортсменов — 5
мужчины
- Бег: Теймур Гасымов
- Бег: Дадаш Ибрагимов
- Бег: Алибай Шукуров
- Тройной прыжок: Сергей Бочков

женщины
- Метание молота: Марина Лапина

### Тяжёлая атлетика
Спортсменов — 5
Мужчины
- Туран Мирзаев
- Алан Наниев
- Асиф Меликов
- Алибек Самедов
- Низами Пашаев

### Фехтование
Спортсменов — 1
женщины
- Сабля, индивидуально.

Елена Жемаева

## Азербайджанцы, члены Олимпийской сборной России 2004
Тамилла Аббасова, заслуженный мастер спорта России, неоднократная чемпионка Европы по велоспорту — завоевала серебряную медаль Олимпийских игр-2004 в велосипедном спринте.
Этот выдающийся успех 21-летней Тамиллы Аббасовой, впервые принимающей участие в Олимпийских играх, вызвал огромную радость представителей азербайджанской диаспоры в РФ. Тамилла готовилась к Олимпиаде на современном велосипеде, в приобретении которого ей оказал содействие вице-президент Всероссийского Азербайджанского Конгресса, легендарный геолог Фарман Салманов.
Следует сказать, что Тамилла Абасова выросла в семье, в которой пятеро детей, и трое из них активно занимаются велоспортом. Младший, 18-летний брат Т.Абасовой, уже является членом сборной молодёжной команды России.
Ещё одну серебряную медаль в турнире по греко-римской борьбе завоевал для Олимпийской сборной России азербайджанец из Екатеринбурга — Гейдар Мамедалиев, который является чемпионом мира по греко-римской борьбе и единственным уральским чемпионом мира, завоевавшим это звание в 2003 году.

## Официальные лица
- Ильхам Алиев, президент Республики Азербайджан.
- Мехрибан Алиева, посол доброй воли ЮНЕСКО, ОИК, и ИСЕСКО.